# Lioon nezperce
Lioon nezperce är en skalbaggsart som beskrevs av Johnson 1991. Lioon nezperce ingår i släktet Lioon och familjen kulbaggar. Inga underarter finns listade i Catalogue of Life.